# گروه رسانه و فناوری ترامپ
گروه رسانه و فناوری ترامپ (به انگلیسی (TMTG) Trump Media & Technology Group) که با نام T Media Tech LLC نیز شناخته می‌شود، یک شرکت رسانه و فناوری آمریکایی است که در فوریه ۲۰۲۱ توسط دونالد ترامپ، تاجر و رئیس‌جمهور سابق ایالات متحده بنیان‌گذاری شد. دوین نونس نماینده جمهوری‌خواه کنگره آمریکا در ۱ ژانویه ۲۰۲۲ برای دریافت سمت مدیرعاملی شرکت، از کنگره استعفا داد. 